# Przełęcz Hutniańska
Przełęcz Hutniańska (645 m n.p.m.) – przełęcz w grupie Gór Hańczowskich, w zachodniej części Beskidu Niskiego.
Znajduje się pomiędzy masywem Ostrego Wierchu (938 m n.p.m.) na południowym zachodzie a masywem Bzianego (740 m n.p.m.) na północnym wschodzie. Siodło przełęczy pokrywają łąki i pastwiska, dziś już częściowo zarastające.
Przełęcz Hutniańska stanowiła od dawna lokalne połączenie między Ropkami na północy a Hutą Wysowską i Wysową na południowym wschodzie. Stąd też, od Huty Wysowskiej, pochodzi jej nazwa. Przez przełęcz pomiędzy tymi wsiami biegnie do dziś polna droga, którą wiedzie przywołany niżej znakowany szlak turystyczny..

## Piesze szlaki turystyczne
- Grybów – Chełm (780 m n.p.m.) – Homola (712 m n.p.m.) – Bordiów Wierch (755 m n.p.m.) – Ropki – Przełęcz Hutniańska (645 m n.p.m.) – Huta Wysowska – Wysowa-Zdrój – Przełęcz Regetowska (646 m n.p.m.) – Jaworzyna Konieczniańska (881 m n.p.m.) – Konieczna.